# Capasa zoota
Capasa zoota là một loài bướm đêm trong họ Geometridae.